# Зотов Василь Сергійович
Василь Сергійович Зо́тов (рос. Василий Сергеевич Зотов; нар. 11 лютого 1882 — пом. 4 червня 1932, Смоленськ) — російський театральний актор і режисер; заслужений артист Республіки з 1926 року.

## Біографія
Народився 30 січня [11 лютого] 1882 року. Дебютував на сцені в Ризі у 1902 році. З 1905 року виступав у Вільно, Новочеркаську, Нижньому Новгороді, Ташкенті. З 1910 року працював також режисером. Впродовж 1912–1915 років — актор і режисер, у 1919–1924 роках — художній керівник Казанського драматичного театру. У 1924–1925 роках працював в Одесі, у 1926–1930 — в Астрахані, у 1931–1932 роках — у Смоленську. Одночасно з 1919 року викладав, зокрема в одеських театральних студіях. Помер у Смоленську 4 червня 1932 року.

## Ролі
- Петро, Васька Пепел («Міщани», «На дні» Масима Горького);
- Тихон («Гроза» Олександра Островського);
- Йоганнес («Самотні» Ґергарта Гауптмана);
- Бранд («Бранд» Генріка Ібсена);
- Професор Бородін («Страх» Олександра Афіногенова).

ролі у поставлених виставах
- Протасов («Живий труп» за Левом Толстим);
- Сава («Сава» Леоніда Андреєва).